# 森陶岳
森 陶岳（もり とうがく、1937年3月23日 - ）は、岡山県出身の陶芸家。本名は才蔵。両親は、岡山県備前市伊部の備前焼窯元の森秀次とけい。備前焼窯元六姓の流れをくむ。岡山県指定重要無形文化財保持者。

## 略歴
岡山大学教育学部特設美術科卒後、中学の美術教師を3年で退職して陶芸の道に入る。
各種の窯を築いて焼成を重ねた末、小さな窯では「古備前の魅力」の謎解きは出来ないとして、古備前が焼成された中世の大窯焼成計画を立てた。兵庫県相生市内の山中に半地下直炎式登り窯（全長46メートル）を築き、1980年1月8日から53日間窯を焚いて、ひもづくりの大甕（おおがめ）など備前陶器多数を焼成。その直後に岡山県邑久郡牛窓町寒風（現・瀬戸内市牛窓町寒風）に移り、ここに全長53メートルの「寒風大窯」（さぶかぜおおがま）を築き、1986、1990、1994、1999、2005、2011年の計6回、作品を焼いた。
1997年からは、並行して前人未踏といわれる「寒風新大窯」（全長85メートル・幅6メートル・高さ3メートル）の築窯に着手した。
2005年から弟子たちと古備前が生産された大窯時代の共同作業の仕組みを取り入れ、2008年夏に寒風新大窯を完成させた。新窯の性能を確かめる空焚き（からだき）も成功させた。2015年信念からこの登り窯を用いて、約1年かけて備前焼初窯焼成を行う。http://www.sanyonews.jp/article/98163

## 受賞歴等
- 1969年に日本陶磁協会賞を受賞。

- 1969、1970、1971年に、東京で「三人展」（江崎一生、加守田章二、森陶岳）を開催。同展出品の備前広口砂壺が東京国立近代美術館の買い上げになった。

- 1996年に山陽新聞社賞（文化功労）受賞。1999年9月から2000年4月まで「古備前を超えて　森陶岳展」（朝日新聞社主催）の巡回展が東京、大阪、京都、広島、奈良で開かれた。

- 2002年に日本陶磁協会賞の金賞受賞。2005年に文化庁長官表彰、2006年に紫綬褒章[1]、福武文化賞、岡山県三木記念賞を受賞。

## 著書
- 『古備前を超えて　森陶岳』（東方出版発行・朝日新聞社文化企画局大阪企画部編集）
- 『森陶岳大窯の引き寄せたもの』（吉備人出版発行）

## 作品
備前五石大甕（ごこくおおがめ）、大壷、擂鉢（すりばち）、耳付花入れ、茶わん、茶入、酒器、矢筈水指（やはずみずさし）、彩文土器、象嵌（ぞうがん）折目角鉢、扁壷、黒備前の俎板皿（まないたざら）、細口蕪（ほそくちかぶら）花入れ、大皿、芋（いも）徳利、つるくび花入れ、手鉢、香炉、香合、瓢（ひさご）徳利、種壷水指、板皿などがあり、伊勢神宮、厳島神社、出雲大社、東大寺、メトロポリタン美術館、ボストン美術館、東京国立近代美術館、京都国立近代美術館などに収蔵されている。